# Придорожнє (Луганський район)
Придорожнє (до 1973 року — хутір Поповка) — село в Україні, у Молодогвардійській міській громаді Луганського району Луганської області. Населення становить 277 осіб.

## Назва
Перша назва хутору Поповка, утворено від прізвища землевласника Попова. Сучасна назва утворена від слова «дорога» і прийменника «при-», вибір словосполучення мотивований тим, що через село проходить автодорога Луганськ-Краснодон.

## Географія
Географічні координати: 48°23' пн. ш. 39°35' сх. д. Часовий пояс — UTC+2. Загальна площа села — 7,96 км².
Село розташоване у східній частині Донбасу за 3 км від села Самсонівка.

## Історія
Село засноване в 1830 році та носило назву Гракове, а потім — село Поповка.
У роки колективізації (1928–1929) родини Раків та Петрушів були розкуркулені. У мешканців села відбирали плуги, корів, лошаки тощо. Люди були змушені їхати в місто і селище Краснодон у пошуках роботи.
У 1932–1933 роках через посуху на полях нічого не вродило, внаслідок чого місцеві жителі сім'ями виїжджали до Ростовської області в село Нанацветай.
У вересні 1941 році село окупували німецькі війська, а у лютому 1943 року було визволено Червоною армією.
1973 року хутору Поповка було надано статус села та перейменовано на Придорожне.
5 червня 2025 року Верховна Рада підтримала перейменування села Придорожне на Придорожнє для відповідності стандартів державної мови. 18 червня 2025 року перейменування набуло чинності.

## Населення
За даними перепису 2001 року населення села становило 277 осіб, з них 32,13 % зазначили рідною мову українську, 67,87 % — російську.

## Пам'ятки
- Братська могила радянських воїнів (на в'їзді до села, біля траси Луганськ–Краснодон).